# Kanton Maîche
Maîche is een kanton van het Franse departement Doubs. Het kanton maakt deel uit van het arrondissement Montbéliard. Het telde 24.324 inwoners in 2020.

## Gemeenten
Het kanton Maîche omvatte tot 2014 de volgende 27 gemeenten:
- Battenans-Varin
- Belfays
- Belleherbe
- Les Bréseux
- Cernay-l'Église
- Charmauvillers
- Charmoille
- Charquemont
- Cour-Saint-Maurice
- Damprichard
- Les Écorces
- Ferrières-le-Lac
- Fessevillers
- Fournet-Blancheroche
- Frambouhans
- Goumois
- La Grange
- Maîche (hoofdplaats)
- Mancenans-Lizerne
- Mont-de-Vougney
- Orgeans-Blanchefontaine
- Provenchère
- Thiébouhans
- Trévillers
- Urtière
- Vaucluse
- Vauclusotte

Na de herindeling van de kantons bij decreet van 25 februari 2014 met uitwerking op 22 maart 2015 omvatte het kanton volgende 51 gemeenten.
- Abbévillers
- Autechaux-Roide
- Belfays
- Bief
- Blamont
- Bondeval
- Les Bréseux
- Burnevillers
- Cernay-l'Église
- Chamesol
- Charmauvillers
- Charquemont
- Courtefontaine
- Dampjoux
- Damprichard
- Dannemarie
- Les Écorces
- Écurcey
- Ferrières-le-Lac
- Fessevillers
- Fleurey
- Fournet-Blancheroche
- Frambouhans
- Froidevaux
- Glay
- Glère
- Goumois
- Indevillers
- Liebvillers
- Maîche
- Mancenans-Lizerne
- Meslières
- Montancy
- Montandon
- Mont-de-Vougney
- Montécheroux
- Montjoie-le-Château
- Orgeans-Blanchefontaine
- Pierrefontaine-lès-Blamont
- Les Plains-et-Grands-Essarts
- Roches-lès-Blamont
- Saint-Hippolyte
- Soulce-Cernay
- Les Terres-de-Chaux
- Thiébouhans
- Thulay
- Trévillers
- Urtière
- Valoreille
- Vaufrey
- Villars-lès-Blamont